# Liste der Biografien/Wolm
Liste der Biografien |
Portal Biografien |
Personensuche
# |
A |
B |
C |
D |
E |
F |
G |
H |
I |
J |
K |
L |
M |
N |
O |
P |
Q |
R |
S |
T |
U |
V |
W |
X |
Y |
Z |
?
 
Wa |
Wc |
Wd |
We |
Wh |
Wi |
Wj |
Wl |
Wn |
Wo |
Wr |
Ws |
Wt |
Wu |
Ww |
Wy |
Wz
 
Woa |
Wob |
Woc |
Wod |
Woe |
Wof |
Wog |
Woh |
Woi |
Woj |
Wok |
Wol |
Wom |
Won |
Woo |
Wop |
Wor |
Wos |
Wot |
Wou |
Wov |
Wow |
Wox |
Woy |
Woz
 
Wola |
Wolb |
Wolc |
Wold |
Wole |
Wolf |
Wolg |
Wolh |
Woli |
Wolj |
Wolk |
Woll |
Wolm |
Woln |
Wolo |
Wolp |
Wolr |
Wols |
Wolt |
Wolv |
Woly |
Wolz
Die Liste der Biografien führt alle Personen auf, die in der deutschsprachigen Wikipedia einen Artikel haben. Dieses ist eine Teilliste mit 12 Einträgen von Personen, deren Namen mit den Buchstaben „Wolm“ beginnt.

## Wolm

### Wolma
- Wolman, Abel (1892–1989), US-amerikanischer Ingenieur
- Wolman, Amnon (* 1955), israelischer Komponist
- Wolman, Dan (* 1941), israelischer Regisseur
- Wolman, Gil J. (1929–1995), französischer avantgardistischer Künstler
- Wolman, M. Gordon (1924–2010), US-amerikanischer Geograph und Geologe
- Wolman, Moshe (1914–2009), israelischer Neuropathologie polnischer Herkunft
- Wolman, Noa (* 1986), israelische Schauspielerin und Model
- Wolman, Walter (1901–2003), deutscher Nachrichtentechniker
- Wolmar, Christian (* 1949), britischer Journalist, Autor und Eisenbahnhistoriker
- Wolmarans, Fritz (* 1986), südafrikanischer Tennisspieler

### Wolme
- Wolmeringhausen, Otto von (1530–1591), hessischer, westfälischer und waldeckischer Rat
- Wolmers, Werner († 1473), norddeutscher Bischof